# تجربة مفاعل الصوديوم
كانت تجربة مفاعل الصوديوم محطة طاقة نووية رائدة بنتها شركة أتوميكس إنترناشيونال في مختبر سانتا سوزانا الميداني بالقرب من وادي سيمي، كاليفورنيا. عمل المفاعل بين عامي 1957 و1964. في 12 يوليو عام 1957، أصبحت تجربة مفاعل الصوديوم أول مفاعل نووي في الولايات المتحدة ينتج الطاقة الكهربائية لشبكة كهرباء تجارية عبر إمداد مدينة مون بارك القريبة بالطاقة. في يوليو عام 1959، شهد المفاعل انصهارًا نوويًا جزئيًا، إذ ذاب 13 عنصر من عناصر الوقود النووي الـ43 للمفاعل بشكل جزئي، مسببًا إطلاق غاز مشع في الغلاف الجوي. أُصلح المفاعل وأعيد تشغيله في سبتمبر عام 1960. في فبراير عام 1964، عمل المفاعل للمرة الأخيرة. انتهت عملية إزالة المفاعل المتوقف عن الخدمة في عام 1981. أسفرت التحليلات التقنية لحادث عام 1959 عن نتائج متباينة فيما يتعلق بأنواع وكميات المواد المشعة الصادرة. أعرب أعضاء المجتمعات المجاورة عن قلقهم إزاء الآثار المحتملة على صحتهم وبيئتهم جرّاء الحادث. في أغسطس عام 2009، وبعد مرور 50 عام على وقوع الحادث، استضافت وزارة الطاقة ورشة عمل مجتمعية لمناقشة حادث عام 1959.

## الموقع
كانت منشأة تجربة مفاعل الصوديوم واقعة في في قسم إداري شمالي غربي (يُعرف بالمنطقة 4) على قمة جبل يعرف باسم «تل مختبر سانتا سوزانا الميداني»، على بعد نحو 30 ميلًا (48 كيلومتر) شمال غرب وسط مدينة لوس أنجلوس في وادي سيمي. في فترة نشاط المحطة، كان مختبر سانتا سوزانا الميداني مدارًا من قبل فرقتي أعمال تتبعان لشركة نورث أمريكان أفياشن. أجرت شعبة روكتكتين اختبارات وتطويرات لمحركات الصواريخ العاملة بالوقود السائل  في الموقع، في حين ركزت وحدة أتوميكس الدولية على تطوير مفاعلات نووية تجارية ومفاعلات نووية صغيرة الحجم لتطبيقات الفضاء الخارجي.

## تاريخ
في عام 1954، أعلنت لجنة الطاقة الذرية في الولايات المتحدة خططًا لاختبار تصميمات المفاعلات النووية الأساسية التي كانت قيد الدراسة عبر بناء خمسة مفاعلات تجريبية خلال خمس سنوات. كانت محطة تجربة مفاعل الصوديوم، التي صممتها شركة أتوميكس الدولية، إحدى المفاعلات المختارة. بدأ تصميم تجربة مفاعل الصوديوم في يونيو عام 1954، وجرت أعمال البناء في أبريل عام 1955. عملت شركة منفعة محلية تدعى «ساوثرن كاليفورنيا إديسون» على تركيب وتشغيل نظام لتوليد الطاقة الكهربائية بقدرة 7.5 ميغاواط. بدأ الانشطار النووي المُسيّر في 25 أبريل عام 1957.
نشرت صحيفة لوس أنجلوس تايمز خبرًا على صفحتها الأولى عندما زوّدت مدينة مونبارك بالكهرباء المولدة عبر الطاقة النووية. عرض برنامج «سي إت ناو» التليفزيوني من إعداد إدوارد ر. مورو الحدث على أنه تقرير إخباري خاص، وبُثّ في 24 نوفمبر عام 1957. في يوليو/تموز عام 1957، أنتجت شركة أتومكس إنترناشيونال فيلمًا يصف بناء منشأة تجربة مفاعل الصوديوم. استخدمت المحطة الصوديوم للتبريد. نقلت الحرارة المتولدة في المفاعل بالصوديوم السائل عبر نظام أنابيب في منشأة المفاعل. كانت المضخات المستخدمة لنقل الصوديوم عبارة عن مضخات طرد مركزي للزيت الساخن مُعدلة لتُستخدم في نظام الصوديوم. استخدم نظام دعم مادة التترالين (سائل شبيه بالزيت) لتبريد خواتم المضخة لمنع تسرب الصوديوم الساخن عند فتحة الضخ. 
في يوليو/تموز عام 1959، تسرب التترالين إلى نظام التبريد الأولي عبر ختم مضخة، وتحلل بفعل الصوديوم العالي الحرارة. سدّ التترالين المتحلل عدة قنوات تبريد ضيقة استخدمها الصوديوم لإزالة الحرارة من عناصر وقود المفاعل. مع سدّ بقايا التترالين قنوات التبريد الداخلية للمفاعل، ارتفعت حرارة 13 عنصر من عناصر الوقود النووي الـ43 وتعرضت للتلف. لم يُعرف التاريخ المحدد لتضرر الوقود، لكن يعتقد بحدوثه بين 12 و26 يوليو.
في ذلك الوقت، كان القائمون على دراية بسلوك المفاعل غير العادي، لكنهم لم يكونوا على علم بالضرر. استمرت العمليات عدة أيام قبل إغلاق المفاعل لفحصه. عندما حاول المشغلون إزالة عناصر الوقود من المفاعل، أُزيلت معهم معظم العناصر بشكل طبيعي ولكن تبين أن بعضها كان محشورًا. سقطت أجزاء من عناصر الوقود التالفة إلى قاع المفاعل. خلال الأشهر التالية، أزال موظفو شركة أتوميكس الدولية جميع عناصر الوقود المحشورة، استرجعوا قطع الوقود الساقطة، ونظفوا نظام الصوديوم، وركبوا نواة مفاعل جديدة. أعيد تشغيل المحطة في 7 سبتمبر/أيلول عام 1960، أي بعد مرور ما يقرب من أربعة عشر شهرًا على وقوع الحادث. في عام 1961، أنتجت شركة أتوميكس إنترناشيونال فيلمًا آخر يشرح تفاصيل الحادث وعملية استرجاع المفاعل. بقي تجربة مفاعل الصوديوم قيد التشغيل حتى 15 فبراير/شباط عام 1964.
في عام 1964، أدخلت تعديلات عديدة على المفاعل. اكتملت هذه التعديلات في مايو/أيار عام 1965، لكن الوكالة الدولية للطاقة الذرية وشركة أتوميكس الدولية قررتا إغلاق المفاعل بدلًا من إعادة تشغيله. بدأت عملية التفكيك النووي في عام 1976 بإزالة قلب المفاعل ونظم الدعم والتربة الملوثة تحت الهيكل. لا يبدو أن لمصدر التربة الملوثة أسفل المبنى صلة بحادث المفاعل لعام 1959. انتهت عملية التفكيك في عام 1981. في عام 1982، أنتجت شركة أتوميكس إنترناشيونال فيلمًا عن تفكيك تجربة مفاعل الصوديوم وإزالة تلوثه.
أجرت مجموعة من علماء الفيزياء الصحية المعتمدين من مختبر أرغون الوطني أخذ عينات مستقلة لتحديد ما إن كان قد تم استيفاء المعايير الدنيا لتنظيف المخلفات المشعة في ذلك الوقت. في عام 1985، أكملت وزارة الطاقة الأمريكية تقييمها لتقارير المسح، وأقرت بأنه «يوجد دليل على تشكيل المنشآت خطرًا إشعاعيًا على العاملين أو البيئة». في عام 1999، هُدمت الهياكل المتبقية وأزيلت من الموقع. 

## الإطلاق الإشعاعي
كانت كل من نواة المفاعل، والجوانب المرتفعة، وغاز المفاعل، وكدس العوادم تخضع للمراقبة بصورة روتينية بواسطة أجهزة كشف الجسيمات. كان الرصد جاريًا وقت وقوع الحادث. يبدو أن هناك مجموعتان من الوثائق بشأن إطلاق الغازات المشعة في حادث عام 1959. تشمل المجموعة الأولى من الوثائق تقارير عن الحادث، وتحليل تقني، وتقارير رصد الإشعاع التي أعدها موظفو شركة أتوميكس إنترناشيونال بعد الحادث بوقت قصير. أُعدّت المجموعة الثانية من الوثائق بشكل أساسي لدعم الدفاع ضد مالك العقار الحالي (شركة بوينغ) بعد نحو 45 عامًا من الحادث.
في أعقاب الحادث، وثق موظفو شركة أتوميكس إنترناشيونال تحليلًا لتوزيع المواد المشعة التي أطلقتها عناصر الوقود المتضررة في المفاعل. استعرض التحليل المواد المشعة التي تحررت في الصوديوم وغطاء الغاز فوق المفاعل. حدد الباحثون كمية المواد المشعة التي أطلقت في الصوديوم، وأشاروا إلى أن المواد أزيلت بمصائد باردة؛ أعيد استخدام الصوديوم عندما عاد المفاعل إلى الخدمة تنص الوثيقة على أنه لم يتم العثور في غطاء الغاز سوى على كلا عنصري الزينون- وكريبتون-85 المشعين. لم تنجح محاولات الكشف عن عنصر اليود-131؛ لم تشرح شركة أتوميكس إنترناشيونال الموضوع في ذلك الوقت. تُظهر مذكرات شركة أتوميكس إنترناشيونال الداخلية إزالة الغازات من المفاعل عقب الحادث وتخزينها في خزانات سمحت لها بالتحلل والإطلاق التدريجي في الغلاف الجوي.
أعدّت شركة بوينغ موجزًا للغازات المشعة التي انطلقت من تجربة مفاعل الصوديوم على مدى شهرين. تلخص الوثيقة مذكرات الشركة الداخلية التي تسجل إطلاق الغازات المشعة قبل حادثة يوليو عام 1959 وأثناءها وبعدها. تشير الوثيقة إلى إطلاق 28 وحدة كوري من غازات الانشطار في البيئة من خلال كومة مجمعة، بطريقة خاضعة للرقابة تلبي المعايير الفيدرالية.